# Brad Brach
Brad Brach (ur. 12 kwietnia 1986 w Freehold) – amerykański baseballista występujący na pozycji miotacza (relief pitchera).

## Przebieg kariery

### San Diego Padres
Po ukończeniu studiów na Monmouth University, gdzie w latach 2005–2008 reprezentował barwy drużyny Monmouth Hawks, w czerwcu 2008 został wybrany w 42. rundzie draftu przez San Diego Padres. Zawodową karierę rozpoczął w AZL Padres (poziom Rookie), następnie w 2009 grał w Fort Wayne TinCaps (Class A). W sezonie 2010 grał w Lake Elsinore Storm (Class A-Advanced), gdzie rozegrał 62 mecze jako reliever i ustanowił rekord California League, zaliczając 41 save'ów. Ponadto został wybrany najlepszym miotaczem ligi, a także najlepszym miotaczem organizacji San Diego Padres.
Sezon 2011 rozpoczął od występów w San Antonio Missions (Double-A), a 4 lipca został przesunięty do Tucson Padres (Triple-A). 31 sierpnia 2011 został powołany do 40-osobowego składu San Diego Padres i tego samego dnia zadebiutował w Major League Baseball w meczu przeciwko Los Angeles Dodgers, w którym rozegrał 1⅓ zmiany. 3 kwietnia 2012 po zakończeniu spring training odszedł do Tucson Padres, jednak dwa dni później, ze względu na kontuzję Tima Stauffera, powrócił do Orioles. W 2012 rozegrał w MLB 67 spotkań. W sezonie 2013 występował na przemian w Tucson Padres i San Diego Padres.

### Baltimore Orioles
W listopadzie 2013 w ramach wymiany zawodników przeszedł do Baltimore Orioles. W 2016 został po raz pierwszy powołany do Meczu Gwiazd.

### Atlanta Braves
29 lipca 2018 został zawodnikiem Atlanta Braves.

## Nagrody i wyróżnienia
| Nagroda/wyróżnienie | Lata | Źródło |
| All-Star            | 2016 | [ 7 ]  |